# Tryckkammare

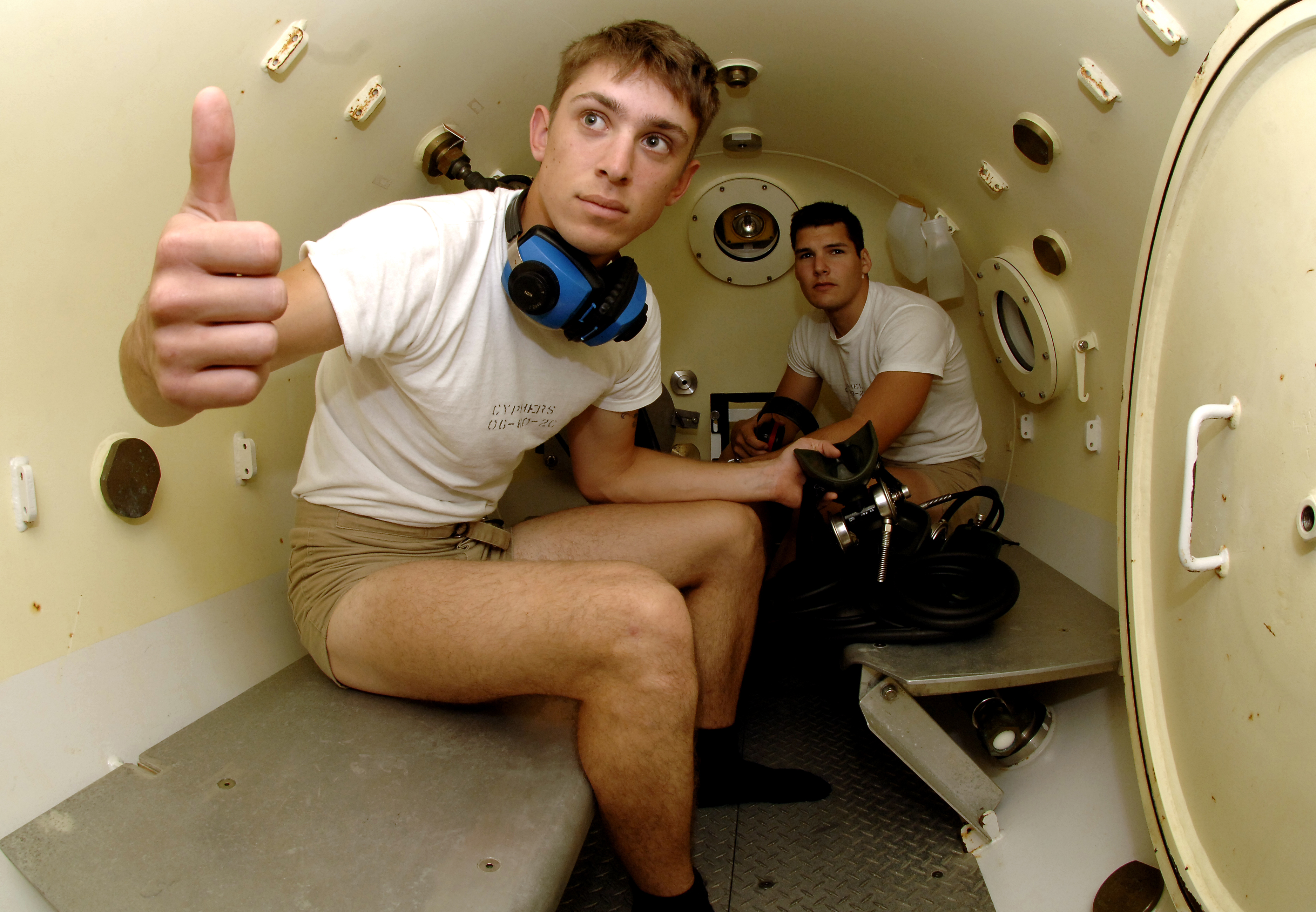
Två soldater från amerikanska marinen i en dekompressionskammare under utbildning.

En tryckkammare, även dekompressionskammare eller rekompressionskammare, är en kammare, gjord av stål, som används för tryckstegring och trycksänkning i samband med dykning. Tryckkammare används bland annat för att behandla personer som drabbats av dykarsjuka, så kallad dekompressionsbehandling.
Andra användningsområden är vid så kallad ytdekompression där etappstoppen i vattnet är nedbringade till ett minimum och huvuddelen av dekompressionen äger rum i tryckkammaren ovan vattnet.
I samband med mättnadsdykning vistas dykaren, mellan arbetspassen, i tryckkammare som är tryckt till ett simulerat djup motsvarande det djup dykarna skall arbeta på. Tryckkammaren är placerad ovan vattnet. Till och från tryckkammare transporteras dykarna i en dykarklocka med motsvarande övertryck. Dekompressionen företas i tryckkammaren efter avslutat arbete.
Inom sjukvården används tryckkammare, förutom för att bota dykarsjuka, även i samband med behandling av kolmonoxid- och brandröksförgiftning, brännskador, mjukdelsinfektioner och fotsår hos diabetiker. Utvecklingen av tryckkammare har drivits fram i takt med att allt fler sjukdomstillstånd behandlas i tryckkammare.
Tryckkammare finns även för undertryck. Dessa används bland annat inom flygverksamheten för att simulera olika höjd.